# Taenionema raynorium
Taenionema raynorium är en bäcksländeart som först beskrevs av Peter Walter Claassen 1937.  Taenionema raynorium ingår i släktet Taenionema och familjen vingbandbäcksländor. Inga underarter finns listade i Catalogue of Life.